# La Membrolle-sur-Choisille
La Membrolle-sur-Choisille är en kommun i departementet Indre-et-Loire i regionen Centre-Val de Loire i de centrala delarna av Frankrike. Kommunen ligger i kantonen Luynes som tillhör arrondissementet Tours. År 2022 hade La Membrolle-sur-Choisille 3 270 invånare.

## Befolkningsutveckling
Antalet invånare i kommunen La Membrolle-sur-Choisille
Referens:INSEE